# Suffocation
Suffocation (englisch: Erstickung) ist eine 1990 gegründete Death-Metal-Band aus New York. Sie war eine der ersten Bands, die Death Metal mit New York Hardcore und Grindcore vermischten, und gilt als Begründer des Brutal Death Metal.
Außerdem gehört sie damit zu den Gründungsmitgliedern der New-York-Death-Metal-Szene, die ihren ganz eigenen Stil hat und ähnlich wie der New York Hardcore zu einem Markenzeichen der New Yorker Musikszene geworden ist.
Sie gehört zu den einflussreichsten Bands im Death-Metal-Bereich, doch auch Nu-Metal-Bands wie Slipknot berufen sich auf Suffocation als wichtigen Einfluss.

## Geschichte
Gegründet wurde die Band 1990. Schon kurze Zeit später veröffentlichten sie das erste und einzige Demo und bekamen sogleich einen Vertrag mit dem bis dahin noch sehr kleinen Label Relapse Records. Als erste Band veröffentlichten Suffocation auf Relapse Records eine CD. Nach dieser Veröffentlichung bekam die Band einen Vertrag bei dem wesentlich größeren Label Roadrunner Records.
Als sich Death Metal nicht mehr so gut verkaufen ließ, trennte sich Roadrunner Records auch von Suffocation. Als dann auch noch Besetzungsprobleme dazu kamen, entschieden sich die Bandmitglieder, getrennte Wege zu gehen.
1998 versuchte man noch einmal einen Neuanfang mit dem eigenen Label Vulture Records und veröffentlichte die EP Despise the Sun.
Erst im Jahr 2004, kurz nachdem sich der Sänger Frank Mullen von seiner Ehefrau getrennt hatte, fand die Band wieder zu alter Stärke zurück und veröffentlichte ihr Album Souls to Deny auf dem mittlerweile beachtlich gewachsenen Label Relapse Records. Das Album wurde ohne echten Bassisten aufgenommen, weshalb sich Hobbs und Smith diese Aufgabe teilten.
Im Februar 2012 verließ Gründungsmitglied Mike Smith Suffocation erneut. Er hatte die Band 1994 zum ersten Mal verlassen und war 2002 wieder zurückgekehrt. Als Grund für die erneute Trennung gab die Band persönliche Differenzen an. An seine Stelle trat Dave Culross, der bereits als Session-Schlagzeuger für Suffocation tätig gewesen war.
Die Band spielte in einem Werbefilm auf dem History Channel, in dem eine Reportage der Dark Ages (deutsch: ‚Dunkle Jahrhunderte‘) beworben wird, mit. Die Werbung wird seit 2007 gezeigt. Zu hören ist das Lied Bind Torture Kill vom Album Suffocation.

Suffocation beim Free & Easy Festival 2014
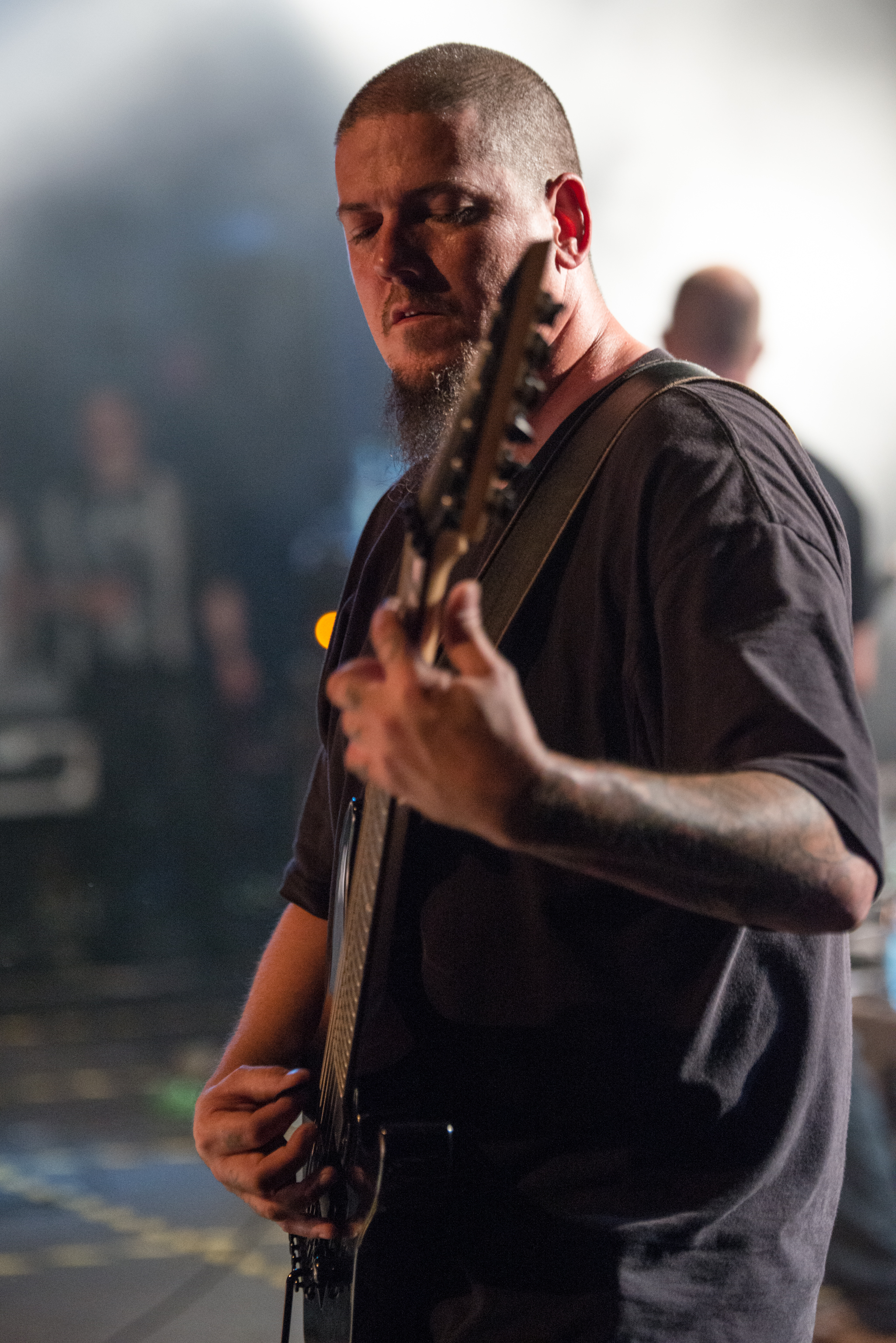
Guy Marchais
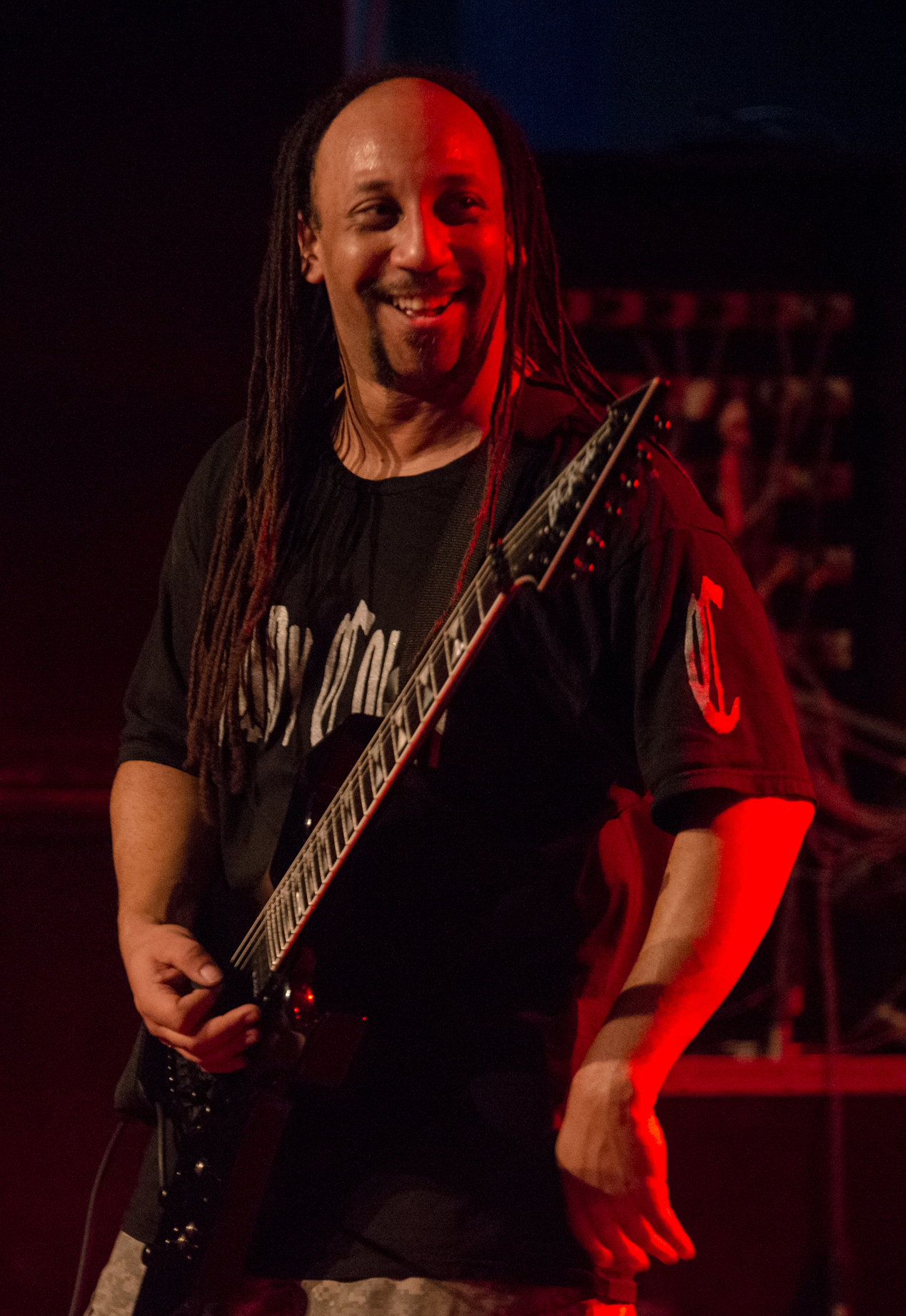
Terrance Hobbs
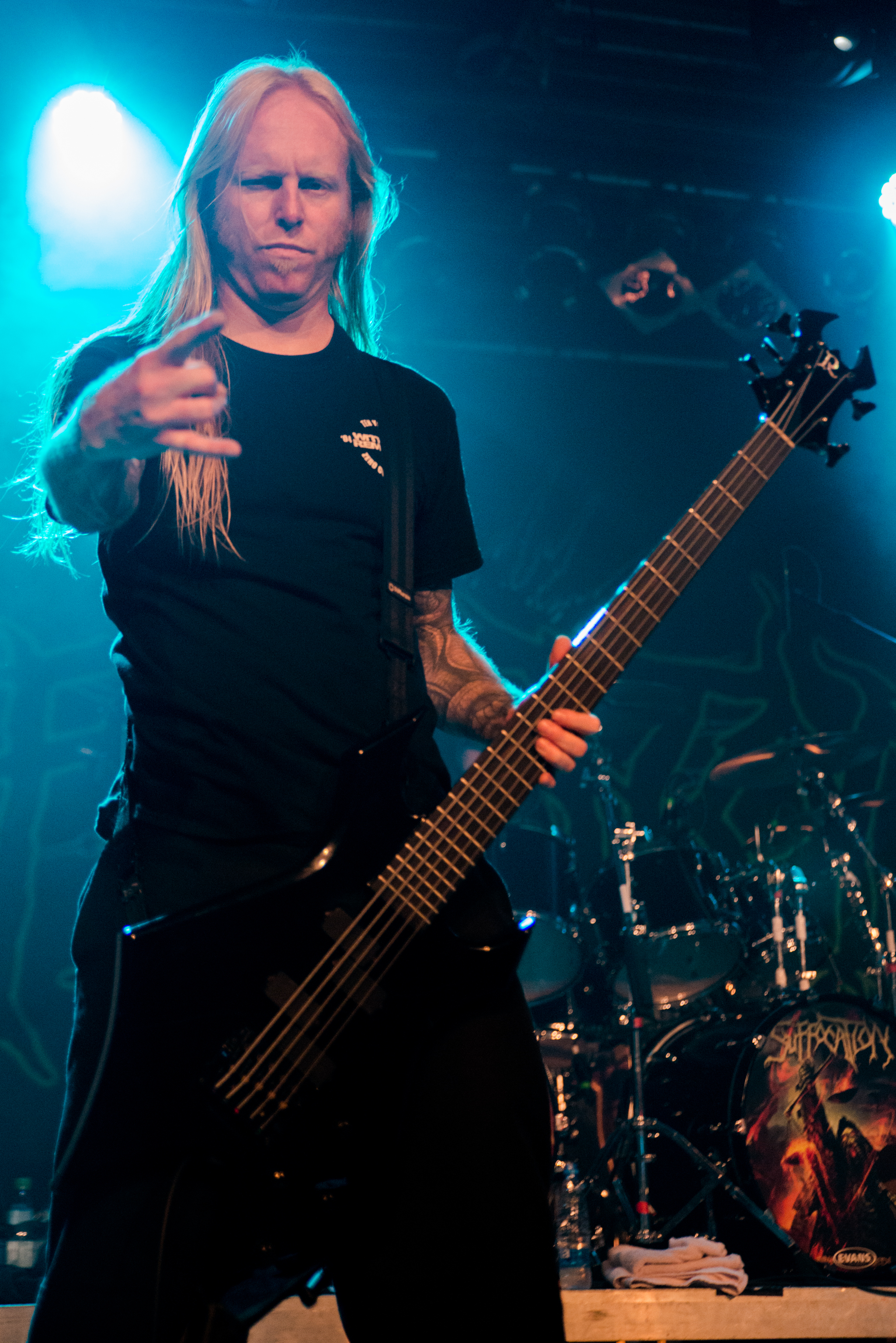
Derek Boyer
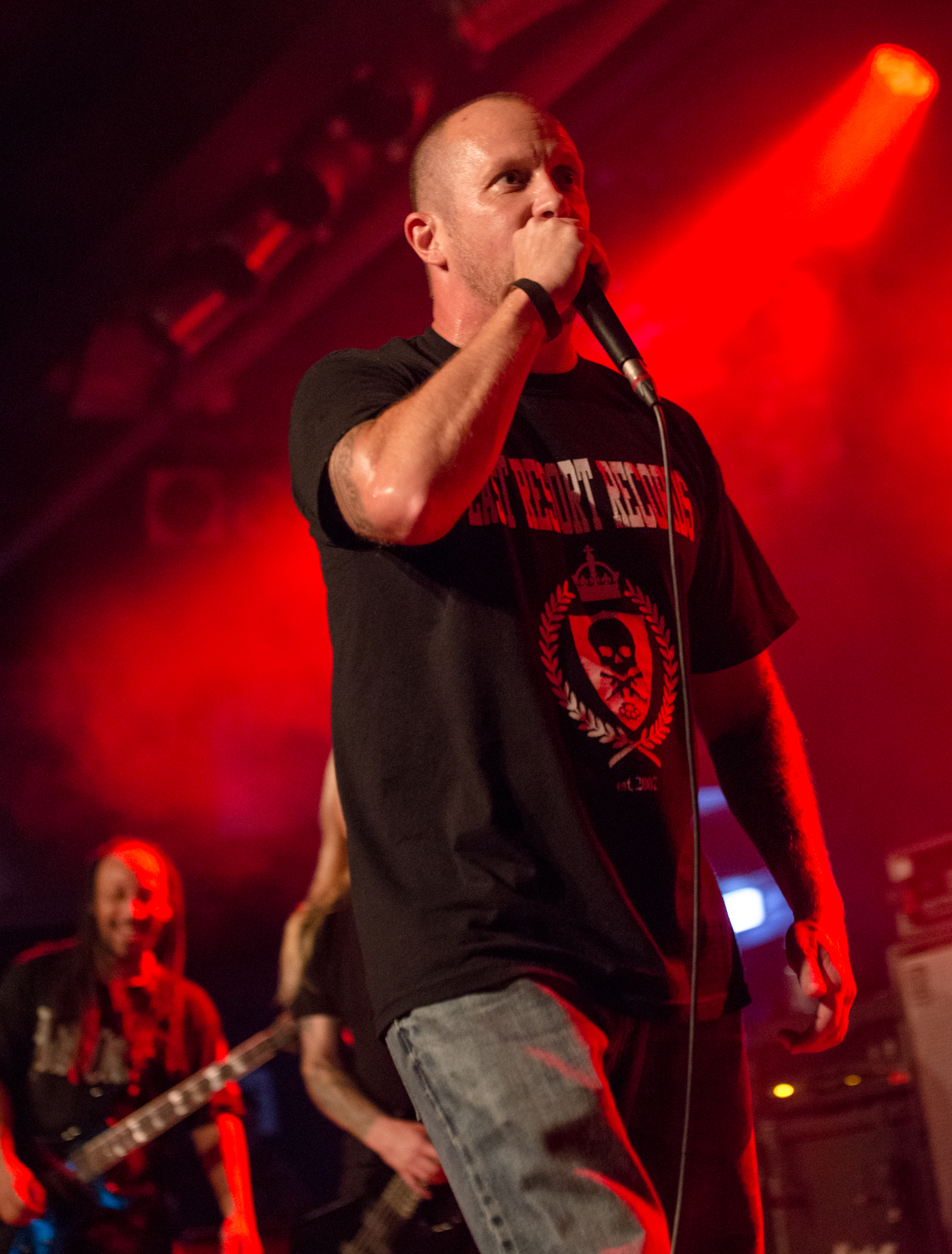
Frank Mullen

## Diskografie

### Studioalben
- 1991: Effigy of the Forgotten
- 1993: Breeding the Spawn
- 1995: Pierced from Within
- 2004: Souls to Deny
- 2006: Suffocation
- 2009: Blood Oath
- 2013: Pinnacle of Bedlam
- 2017: ...Of the Dark Light
- 2023: Hymns from the Apocrypha

### Andere Veröffentlichungen
- 1990: Reincremated (Demo)
- 1991: Human Waste (EP)
- 1994: Live Death (Split)
- 1998: Despise the Sun (EP)
- 2004: Surgery of Impalement (7”-Single)
- 2006: The Close of a Chapter (Live-Mitschnitt aus Québec, Kanada)
- 2008: The Best of Suffocation